# Disco di Benham

Un esempio di Disco di Benham

Il disco di Benham è una figura composta da due soli colori, il bianco e il nero. Come mostrato dall'esempio nella figura a lato, essa è composta da un semicerchio nero e da un semicerchio bianco sul quale sono presenti degli archi di circonferenze neri, opportunamente intervallati.
Facendo ruotare l'immagine intorno all'asse passante per il centro della figura e ad essa perpendicolare, compaiono, a seconda del disegno, della  velocità di rotazione, del verso e del soggetto che osserva l'immagine, vari archi colorati. 
Il fenomeno non è del tutto compreso, ma è in relazione al funzionamento del sistema visivo umano ed in particolare alla sua percezione del colore. In breve, la retina dell'occhio umano è costituita da due recettori di luce, i coni ed i bastoncelli. I primi si differenziano in tre tipologie, ognuna sensibile ad una certa regione spettrale della luce visibile. Non solo, ma ognuno dei tre recettori ha dei tempi di latenza (il tempo che il segnale visivo impiega, una volta che la cellula è stata sollecita, ad essere elaborato dal cervello) e di persistenza (il tempo durante il quale il recettore è come se continuasse ad inviare il segnale della sollecitazione al cervello) diversi tra di loro e tra soggetti diversi. Si pensa che questi aspetti fisiologici siano responsabili del sorgere della illusione ottica. Ad esempio, quando si guarda una sorgente di luce bianca, i tre recettori vengono contemporaneamente sollecitati, ma ognuno risponde con un tempo di ritardo diverso (tempo di latenza). Invece, quando questi non sono esposti ad una sorgente di luce (si vede nero) essi, ancora una volta, rispondono in modo diverso (tempo di permanenza). Una rapida alternanza dei due colori e la diversa risposta dei tre recettori può spiegare la comparsa dell'illusione ottica.